# 田家炳基金會
田家炳基金會是香港慈善家田家炳於1982年在香港註冊成立的非牟利慈善機構，捐辦慈善公益事業。基金會資金來源全部是田家炳個人及其家族公司之捐獻。項目包括教育、醫療、衛生、交通、文娛、社會福利等，主要捐款予教育項目。
田家炳基金所資助的學校分布于全中國34省市區，計有大學90餘所、中學166餘所、小學及幼稚園40餘所、專科學校約20所、鄉村學校圖書室超過1,650間、醫院及療養院30間。

## 歷史及簡介[1]
- 1982年，創辦「田家炳基金會」，為註冊非牟利慈善機構，專事捐辦慈善公益事業，尤重教育，資金主要由田家炳個人及其家族公司捐獻，基金會過往一直維持家族管理運作，從不需向外籌募。
- 1983年，第一所以「田家炳」命名的「保良局田家炳幼稚園」首先創立。
- 1984年，「廣東省大埔縣家炳第一中學」啟用。
- 1987年，捐辦「香港仁愛堂田家炳中學」。
- 1994年，獲香港政府批准，在新界粉嶺主辦唯一一所由「田家炳基金會」治理的全新中學。在全國百餘所捐辦中學中，命名為「田家炳中學」。
- 2009年，田博士規劃基金會的長遠發展和健全管理制度，將4座田氏工貿及工業大廈捐予田家炳基金會，並邀請香港9所大學校長及社會賢達參與基金會的管治，田氏家庭成員不保留控制權，使基金會成為一個公眾管理的非牟利慈善機構。大廈租金收益扣除開支後，全數撥捐田家炳基金會作慈善用途。[3]
- 2012年，為慶祝田家炳基金會30周年，特聯同香港教育學院舉辦教育論壇，邀請兩岸四地大學校長、學者和各校田家炳項目負責人參加。